# Васильев, Юрий Борисович
Юрий Борисович Васи́льев (род. 30 ноября 1954, Новосибирск, РСФСР, СССР) — советский и российский актёр театра, кино и дубляжа, режиссёр театра и кино. Народный артист Российской Федерации (2001).

## Биография
Родился 30 ноября 1954 года в Новосибирске. Жил в 100-квартирном доме. Отец был художником, работал в газетах, рисовал карикатуры.
Учился в школе № 12. Параллельно с учёбой в школе занимался в студии при Новосибирском ТЮЗе.
В 1976 году окончил ВТУ имени Б. В. Щукина (курс Ю. В. Катина-Ярцева). По окончании училища был принят в труппу МАТС.
C января 1989 года по декабрь 1996 года преподавал актёрское мастерство в Театральном училище имени Б. Щукина. С января 1996 года преподаёт актёрское мастерство в ГИТИСе.
С сентября 1999 по август 2003 года работал на Первом канале (ОРТ) ведущим программ «Сами с усами» и «Семь бед — один ответ».
С сентября 2009 года по апрель 2010 года — главный режиссёр Серпуховского музыкально-драматического театра.
19 мая 2010 года в Москве открылся частный «Театр» — премьерный показ первого спектакля этого театра «Продавец игрушек» по одноимённой книге Виктора Добросоцкого прошёл на сцене театра Вахтангова.
В данный момент — художественный руководитель Театра, режиссёр-постановщик Театра Сатиры.

### Общественная позиция
В марте 2014 года Васильев поддержал аннексию Крыма, подписал письмо президенту России Владимиру Путину в поддержку аннексии.

## Признание и награды
- Заслуженный артист РСФСР (1987).
- 1996 — «Лучший актёр пятого Международного фестиваля кино для детей» (за роль Луки в фильме «Лиза и Элиза»)
- Народный артист Российской Федерации (15 января 2001 года) — за большие заслуги в области искусства[2]
- Премия газеты Московский Комсомолец  (2010)
- Орден Дружбы (28 июля 2016 года) — за большие заслуги в развитии отечественной культуры и искусства, печати и многолетнюю плодотворную деятельность[5]
- Орден «За заслуги в культуре и искусстве» (10 марта 2025 года) — за вклад в развитие отечественной культуры и искусства, многолетнюю плодотворную деятельность[6]

## Творчество

### Роли в театре
- «Бег» М. А. Булгакова — Голубков
- «Тартюф» Мольера — Дамис
- «Восемнадцатый верблюд» С. Алешина — геолог Володя
- «Гнездо глухаря» В. С. Розова — Пров
- «Идеальный муж» О. Уайльда — лорд Горинг
- «Виктор, или дети у власти» Р. Витрака — Шарль Поммель
- Трёхгрошовая опера» Б. Брехта — Мекки-Нож
- «Молодость Людовика XIV» А. Дюма — Людовик
- «Шизофрения, как и было сказано» по М. А. Булгакову — Коровьев
- «Андрюша»
- «Слишком женатый таксист» Р. Куни — Джон Смит
- «Таланты и поклонники» А. Н. Островского — Иван Семёнович Великатов
- «Хомо эректус» Ю. Полякова — Игорь Кошельков
- «Нам всё ещё смешно»
- «Вероника решает умереть» П. Коэльо — доктор
- «Мольер (Кабала святош)» М. А. Булгакова — Людовик XIV
- «Грустно, но смешно» С. Плотова, В. Жука, А. Ширвиндта
- «Дамское счастье» — дядюшка Леру
- «Староновогодний кабачок. Праздничная феерия в специальной шоу-программе от Театра Сатиры» - режиссёр: Антон Буглак; руководители постановки: Антон Буглак, Сергей Землянский, Илья Малаков, Карина Муса (12 января и 13 января 2023 - всего два спектакля)

### Постановки в театре
- 1999 — «Секретарши» Фантазия Ю. Васильева
- 2004 — «Ждать?!» В. В. Асланова (Театр сатиры)
- 2007 — «Мы не одни, дорогая!» Р.Куни, Дж. Чэпмена (Театр им. Ермоловой)
- 2008 — «Однажды в Париже» В. В. Асланова (Театр «Модернъ»)
- 2010 — «Продавец игрушек»
- 2011 — «Вероника решает умереть» П. Коэльо
- 2014 — «Свадьба в Малиновке» Б. А. Александрова

### Роли в кино
- 1975 — Такая короткая долгая жизнь — Стасик
- 1977 — Портрет с дождём — Костя
- 1979 — Соловей — Эван, подмастерье
- 1982 — 4:0 в пользу Танечки — Юрий Максимович, школьный врач
- 1983 — Подросток — Андрей Андреевич Версилов
- 1983 — Среди тысячи дорог — Сергей
- 1985 — Город над головой — Пётр
- 1993 — Балерина — Виктор, папа Лены
- 1994 — Простодушный — секретарь де Сент-Пуанжа
- 1996 — Страницы театральной пародии
- 1996 — Лиза и Элиза
- 2000 — Чёрная комната (новелла «Месть сладка»)
- 2000 — Салон красоты — Стас
- 2001 — Времена не выбирают — Михаил Торопов
- 2003 — Козлёнок в молоке — Духов
- 2003 — Дружная семейка — министр
- 2004 — Бальзаковский возраст, или Все мужики сво… — Лев, возлюбленный Юли, любитель дикторш
- 2004 — Адам и превращение Евы — подполковник милиции, начальник Василия
- 2005 — Персона нон грата — Вадим Сергачёв
- 2005 — Гибель империи — хозяин кинотеатра «Лотос»
- 2005 — Не в деньгах счастье
- 2007 — Срочно в номер — банкир
- 2007 — Гоголь: Портрет загадочного гения — Алексей Степанович Хомяков
- 2009 — Возвращение мушкетёров, или Сокровища кардинала Мазарини — кардинал Гота
- 2009 — Мальчик и девочка — отец Максима
- 2009 — Спецкор отдела расследований — Анатолий Матвеевич
- 2010 — Записки экспедитора тайной канцелярии — английский посол
- 2010 — Выхожу тебя искать — детектив
- 2010 — Папа Гамлета — Гарсиа
- 2011 — 20 лет без любви — Павел, муж Кати
- 2011 — Земский доктор. Продолжение — Анатолий Караулов, муж Марины
- 2011 — Земский доктор. Жизнь заново — Анатолий Караулов, муж Марины
- 2011 — И примкнувший к ним Шепилов (докудрама) — Дмитрий Трофимович Шепилов
- 2012 — Собачья работа — Жаров
- 2012 — Эффект Богарне — Романовский
- 2013 — Женщины на грани — Дмитрий Серафимов, актёр
- 2013 — Мелодия на два голоса — Вадим Александрович Дубанов
- 2015 — Лондонград — «князь Белозёрский», аферист, торгующий антиквариатом (12 серия)
- 2015 — 2017 — Мамочки — Николай Петрович Смирнов, отец Ивана и Вики, муж Веры, дедушка Вари и Миши
- 2015 — Король Мадагаскара — англичанин
- 2016 — Герой — священник
- 2016 — Семейные обстоятельства — Илья
- 2017 — Парижанка — Константин Сергеевич, актёр, отец Лизы
- 2018 — Любовь по найму — директор

### Телеспектакли
- 1979 — Месяц длинных дней — Митя
- 1985 — Тевье-молочник — Федька
- 1989 — Ночь на размышление
- 1990 — После дуэли — Раевский, друг Лермонтова
- 1999 — Катерина Ивановна — Павел Алексеевич Коромылов

### Режиссёр
- 2012 — Продавец игрушек
- 2016 — Герой

## Ведущий телепередач
ОРТ/Первый канал:
- Семь бед — один ответ (30 сентября 1999 — 1 октября 2000)
- Сами с усами (5 июля 2001 — 22 августа 2003)

## Участие в телепроектах
- 28 марта 2004 года принимал участие в программе «Угадай мелодию» с Андреем Васильевым и Анной Большовой. Результат – поражение в суперигре.